# Голубка (пісня)
«Голубка» — популярна іспанська пісня, що була написана у 1850-х роках композитором Себастіяном Ірад'єром Салаверрі, баском за походженням.
У 1859 році пісня була зареєстрована у відділі авторських прав у Мадриді під назвою «Американська пісня з акомпануванням на піаніно» (ісп. Cancion Americana con acompañamiento de Piano). На сьогодні є однією з найпопулярніших пісень, вона виконувалась у різних аранжуваннях та стилях, постійно виконувались записи пісні протягом останніх 140 років. Автор помер у забутті за кілька років так і не дізнавшись, наскільки популярною стала його пісня.

## Виконавці
Серед найвідоміших виконавців:
- Вікторія де лос Анхелес
- Джоан Баез
- Гаррі Белафонте
- Карло Буті
- Катерина Валенте
- Беньяміно Джильї
- Пласідо Домінго
- Лорел Ейткен
- Хуліо Іглесіас
- Марія Каллас
- Перрі Комо
- Бінг Кросбі
- Лібертад Ламарке
- Джеймс Ласт
- Мішель Легран
- Робертіно Лореті
- Дін Мартін
- Мірей Матьє
- Нана Мускурі
- Лучано Паваротті
- Чарлі Паркер
- Елвіс Преслі
- Алла Пугачова
- Іван Ребров
- Тіно Россі
- Палома Сан-Базіліо
- Чжоу Сюань
- Конні Френсіс
- Чаббі Чекер
- Курд Юрґенс

Українською пісня перекладена Леонідом Яблонським.